# Удивительный мир Марвена
«Удиви́тельный мир Ма́рвена» (англ. Welcome to Marwen) — американский биографический фильм режиссёра Роберта Земекиса, который также выступил в роли сценариста вместе с Кэролайн Томпсон. Основой сюжета послужил документальный фильм 2010 года «Марвенкол», рассказывающий историю Марка Хоганкампа, который получил тяжелейшую черепно-мозговую травму, результатом которой стала глубокая амнезия. Главную роль исполнил Стив Карелл.
Это один из фильмов, использующих технологию Unreal Engine 4 для отрисовки графики в сценах с игрушечными персонажами
Фильм был выпущен на экраны США компанией Universal Pictures 21 декабря 2018 года и стал кассовым провалом. Прогнозируемые убытки студии Universal составляют 60 миллионов долларов.
Фильм рассказывает о пострадавшем в результате уличного нападения Марке Хоганкампе, который приходил в себя, используя «кукольную» терапию: рядом со своим домом он построил игрушечный городок времён Второй мировой войны и смастерил фигурки, напоминающие людей из своей прошлой жизни, которыми населил город.

## В ролях
- Стив Карелл — Марк Хоганкамп
- Лесли Манн — Никол
- Мерритт Уивер — Роберта
- Жанель Моне — Джулия
- Эйса Гонсалес — Каралала
- Гвендолин Кристи — Анна
- Лесли Земекис — Сюзетта
- Нил Джексон — Курт
- Дайан Крюгер — Дея Торис
- Фальк Хенчель — хауптштурмфюрер Людвиг Топф
- Мэтт О’Лири — Бенц
- Стефани фон Пфеттен — Венди
- Шиван Уильямс — Эльза

## Релиз
Первый трейлер был выпущен 20 июня 2018 года.